# ژورنال جبر
ژورنال جبر (به انگلیسی: Journal of Algebra) یک ژورنال ریاضیاتی بین‌المللی در زمینه جبر است. این نشریه به اسم آکادمیک پرس و توسط الزویر چاپ می شود. ژورنال جبر توسط گراهام هیگمن بنیانگذاری شد، او ویرایشگر این ژورنال از ۱۹۶۴ تا ۱۹۸۴ میلادی بود. از ۱۹۸۵ تا ۲۰۰۰، والتر فیت به عنوان رئیس-ویرایشگران در این نشریه خدمت کرد.
در ۲۰۰۴، ژورنال جبر (در جلد ۲۷۶ شماره ۱ و ۲) اعلام کرد که بخش جدیدی را در زمینه جبر محاسباتی، با هیئت ویرایشگرانی مجزا ایجاد خواهد کرد. اولین شماره ای که به طور کامل به جبر محاسباتی اختصاص یافت، جلد ۲۹۲ شماره ۱ بود (اوت ۲۰۰۵). 
اکنون رئیس ویرایشگران ژورنال جبر مایکل بروی از دانشگاه دیدروی پاریس و ویرایشگر بخش جبر محاسباتی جرارد هیس از دانشگاه فنی آخن می باشد.